# Férfi négyesbob a 2014. évi téli olimpiai játékokon
A 2014. évi téli olimpiai játékokon a bob férfi négyes versenyszámát február 22-én és 23-án rendezték a Szanki bob- és szánkóközpontban, Krasznaja Poljanában. A versenyszámban nem vett részt magyar csapat.

## Eseménynaptár
Az időpontok moszkvai idő szerint (UTC+4), zárójelben magyar idő szerint (UTC+1) olvashatóak.
| Időpont                    | Futam    |
| -------------------------- | -------- |
| február 22., 20:30 (17:30) | 1. futam |
| február 22., 22:00 (19:00) | 2. futam |
| február 23., 13:30 (10:30) | 3. futam |
| február 23., 15:00 (12:00) | 4. futam |

## Eredmények
A verseny négy futamból állt. A negyedik futamban az első három futam időeredményeinek összesítése alapján az első 20 csapat vehetett részt. A négy futam időeredményének összessége határozta meg a végső sorrendet. Az időeredmények másodpercben értendők. A futamok legjobb időeredményei vastagbetűvel olvashatóak.
| Helyezés | R  | Csapat | 1.    | 2.    | 3.    | 4.      | Össz.   | Hátrány |
| -------- | -- | --- | ----- | ----- | ----- | ------- | ------- | ------- |
| Arany    | 7  | Lettország (LAT)-1 · Oskars Melbārdis · Arvis Vilkaste · Daumants Dreiškens · Jānis Strenga                                                                       | 55,10 | 55,13 | 55,15 | 55,31   | 3:40,69 | +0,09   |
| Ezüst    | 2  | Egyesült Államok (USA)-1 · Steven Holcomb · Steven Langton · Curtis Tomasevicz · Christopher Fogt                                                                 | 54,89 | 55,47 | 55,30 | 55,33   | 3:40,99 | +0,39   |
| Bronz    | 12 | Nagy-Britannia (GBR)-1 · John James Jackson · Bruce Tasker · Stuart Benson · Joel Fearon                                                                          | 55,26 | 55,27 | 55,31 | 55,26   | 3:41,10 | +0,50   |
| 4.       | 1  | Németország (GER)-1 · Maximilian Arndt · Alexander Rödiger · Marko Hübenbecker · Martin Putze                                                                     | 54,88 | 55,47 | 55,47 | 55,60   | 3:41,42 | +0,82   |
| 5.       | 4  | Németország (GER)-3 · Thomas Florschütz · Kevin Kuske · Joshua Bluhm · Christian Poser                                                                            | 55,06 | 55,42 | 55,50 | 55,53   | 3:41,51 | +0,91   |
| 6.       | 11 | Svájc (SUI)-1 · Beat Hefti · Jürg Egger · Alex Baumann · Thomas Lamparter                                                                                         | 55,21 | 55,34 | 55,60 | 55,60   | 3:41,75 | +1,15   |
| 7.       | 9  | Kanada (CAN)-2 · Lyndon Rush · David Bissett · Lascelles Brown · Neville Wright                                                                                   | 55,35 | 55,43 | 55,60 | 55,38   | 3:41,76 | +1,16   |
| 8.       | 8  | Németország (GER)-2 · Francesco Friedrich · Gregor Bermbach · Jannis Bäcker · Thorsten Margis                                                                     | 55,15 | 55,43 | 55,81 | 55,41   | 3:41,80 | +1,20   |
| 9.       | 14 | Hollandia (NED)-1 · Edwin van Calker · Sybren Jansma · Bror van der Zijde · Arno Klaassen                                                                         | 55,55 | 55,57 | 55,82 | 55,75   | 3:42,69 | +2,09   |
| 10.      | 13 | Egyesült Államok (USA)-2 · Nick Cunningham · Johnny Quinn · Justin Olsen · Dallas Robinson                                                                        | 55,61 | 55,48 | 55,97 | 55,64   | 3:42,70 | +2,10   |
| 11.      | 5  | Kanada (CAN)-1 · Christopher Spring · James McNaughton · Timothy Randall · Bryan Barnett                                                                          | 55,50 | 56,70 | 55,88 | 55,76   | 3:42,84 | +2,24   |
| 12.      | 16 | Lettország (LAT)-2 · Oskars Ķibermanis · Helvijs Lūsis · Raivis Broks · Vairis Leiboms                                                                            | 55,68 | 55,52 | 55,97 | 55,81   | 3:42,98 | +2,38   |
| 13.      | 15 | Oroszország (RUS)-3 · Nyikita Zaharov · Nyikolaj Hrenkov · Pjotr Moiszejev · Makszim Mokrouszov                                                                   | 55,74 | 55,53 | 55,88 | 55,91   | 3:43,06 | +2,46   |
| 14.      | 19 | Csehország (CZE)-1 · Jan Vrba · Dominik Dvořák · Dominik Suchý · Michal Vacek                                                                                     | 55,95 | 55,47 | 55,95 | 55,80   | 3:43,17 | +2,57   |
| 15.      | 22 | Franciaország (FRA)-1 · Loïc Costerg · Florent Ribet · Romain Heinrich · Elly Lefort                                                                              | 55,82 | 55,68 | 55,91 | 55,77   | 3:43,18 | +2,58   |
| 16.      | 17 | Olaszország (ITA)-1 · Simone Bertazzo · Samuele Romanini · Simone Fontana · Francesco Costa                                                                       | 55,78 | 55,73 | 56,06 | 55,88   | 3:43,45 | +2,85   |
| 17.      | 18 | Nagy-Britannia (GBR)-2 · Lamin Deen · Andrew Matthews · John Baines · Ben Simons                                                                                  | 55,91 | 55,60 | 56,06 | 55,95   | 3:43,52 | +2,92   |
| 18.      | 21 | Dél-Korea (KOR)-1 · Won Yun-Jong · Jun Jung-Lin · Suk Young-Jin · Seo Young-Woo                                                                                   | 56,12 | 55,97 | 56,25 | 55,88   | 3:44,22 | +3,62   |
| 19.      | 24 | Ausztria (AUT)-1 · Benjamin Maier · Markus Sammer (1–2. futam) · Sebastian Heufler (3–4. futam) · Stefan Withalm · Angel Somov                                    | 56,25 | 56,11 | 56,27 | kiesett | 2:48,63 |         |
| 20.      | 23 | Ausztrália (AUS)-1 · Heath Spence · Duncan Harvey · Gareth Nichols · Lucas Mata                                                                                   | 56,20 | 56,21 | 56,23 | kiesett | 2:48,64 |         |
| 21.      | 30 | Franciaország (FRA)-2 · Thibault Godefroy · Vincent Ricard · Jérémy Baillard · Jérémie Boutherin                                                                  | 56,37 | 56,27 | 56,35 | kiesett | 2:48,99 |         |
| 22.      | 25 | Románia (ROU)-1 · Andreas Neagu · Paul Muntean · Florin Crăciun · Dănuț Moldovan (1–2. futam) · Bogdan Otavă (3–4. futam)                                         | 56,25 | 56,16 | 56,62 | kiesett | 2:49,03 |         |
| 23.      | 28 | Szlovákia (SVK)-1 · Milan Jagnešák · Lukáš Kožienka · Petr Narovec · Juraj Mokráš                                                                                 | 56,56 | 56,37 | 56,51 | kiesett | 2:49,44 |         |
| 24.      | 20 | Japán (JPN)-1 · Kuroiva Tosiki · Mijazaki Hiszasi · Szató Sintaró · Szuzuki Hirosi                                                                                | 56,41 | 56,42 | 56,63 | kiesett | 2:49,46 |         |
| 25.      | 29 | Dél-Korea (KOR)-2 · Kim Dong-Hyun · Kim Sik · Kim Kyung-Hyun · Oh Jea-Han                                                                                         | 56,98 | 56,77 | 56,89 | kiesett | 2:50,64 |         |
| 26.      | 27 | Brazília (BRA)-1 · Edson Bindilatti · Edson Ricardo Martins · Odirlei Pessoni · Fabio Gonçalves Silva                                                             | 56,86 | 56,74 | 57,11 | kiesett | 2:50,71 |         |
| 27.      | 10 | Kanada (CAN)-3 · Justin Kripps · Jesse Lumsden · Cody Sorensen (1–2. futam) · Ben Coakwell (1–2. futam) · Luke Demetre (3–4. futam) · Graeme Rinholm (3–4. futam) | 55,17 | 59,91 | 55,72 | kiesett | 2:50,80 |         |
| kizárták | 26 | Lengyelország (POL)-1 · Dawid Kupczyk · Michal Kasperowicz · Daniel Zalewski · Paweł Mróz                                                                         | 56,57 | 56,45 | 56,47 | kiesett | 2:49,49 |         |
| kizárták | 3  | Oroszország (RUS)-1 · Alekszandr Zubkov · Dmitrij Trunyenkov · Alekszej Nyegodajlo · Alekszej Vojevoda                                                            | 54,82 | 55,37 | 55,02 | 55,39   | 3:40,60 | –       |
| kizárták | 6  | Oroszország (RUS)-2 · Alekszandr Kaszjanov · Makszim Belugin · Ilvir Huzin · Alekszej Puskarjov                                                                   | 55,11 | 55,41 | 55,29 | 55,21   | 3:41,02 | +0,42   |